# Вернадский, Владимир Иванович
Влади́мир Ива́нович Верна́дский (28 февраля [12 марта] 1863, Санкт-Петербург, Российская империя — 6 января 1945, Москва, СССР) — русский, украинский и советский учёный-естествоиспытатель, мыслитель и общественный деятель.
Академик Императорской Санкт-Петербургской академии наук (1912). Действительный статский советник (1911). Один из основателей и первый президент Украинской академии наук (1918—1921). Создатель научных школ (минералогия, геохимия) и науки биогеохимии. Один из представителей русского космизма. Лауреат Сталинской премии I степени (1943).
В круг его научных интересов входили: минералогия, кристаллография, геохимия, геология, почвоведение, радиогеология, биология, палеонтология, биогеохимия, метеоритика, философия и история науки. Кроме того, занимался организаторской и общественной деятельностью.

## Биография

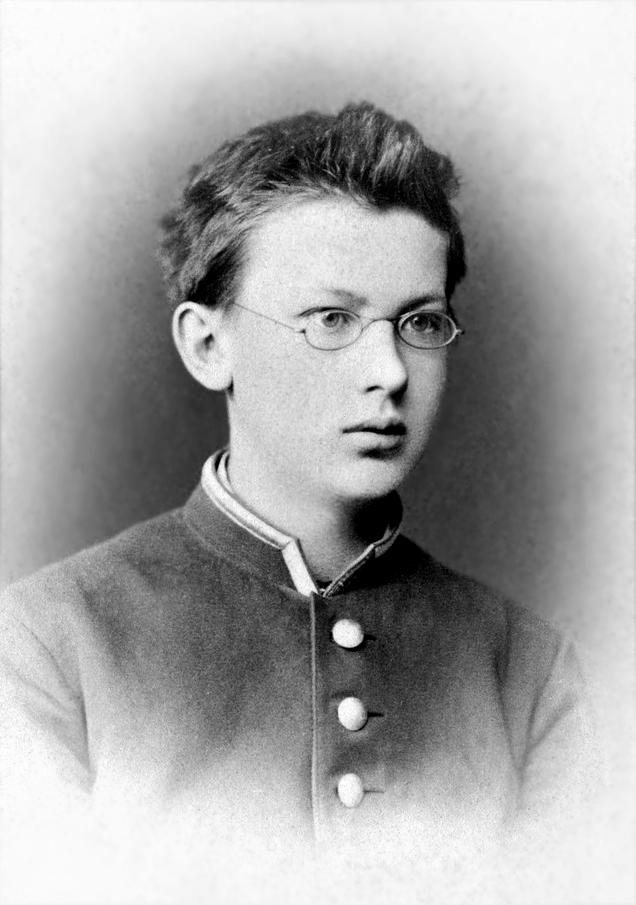
Владимир Вернадский, гимназист
Первой Петербургской гимназии, 1878

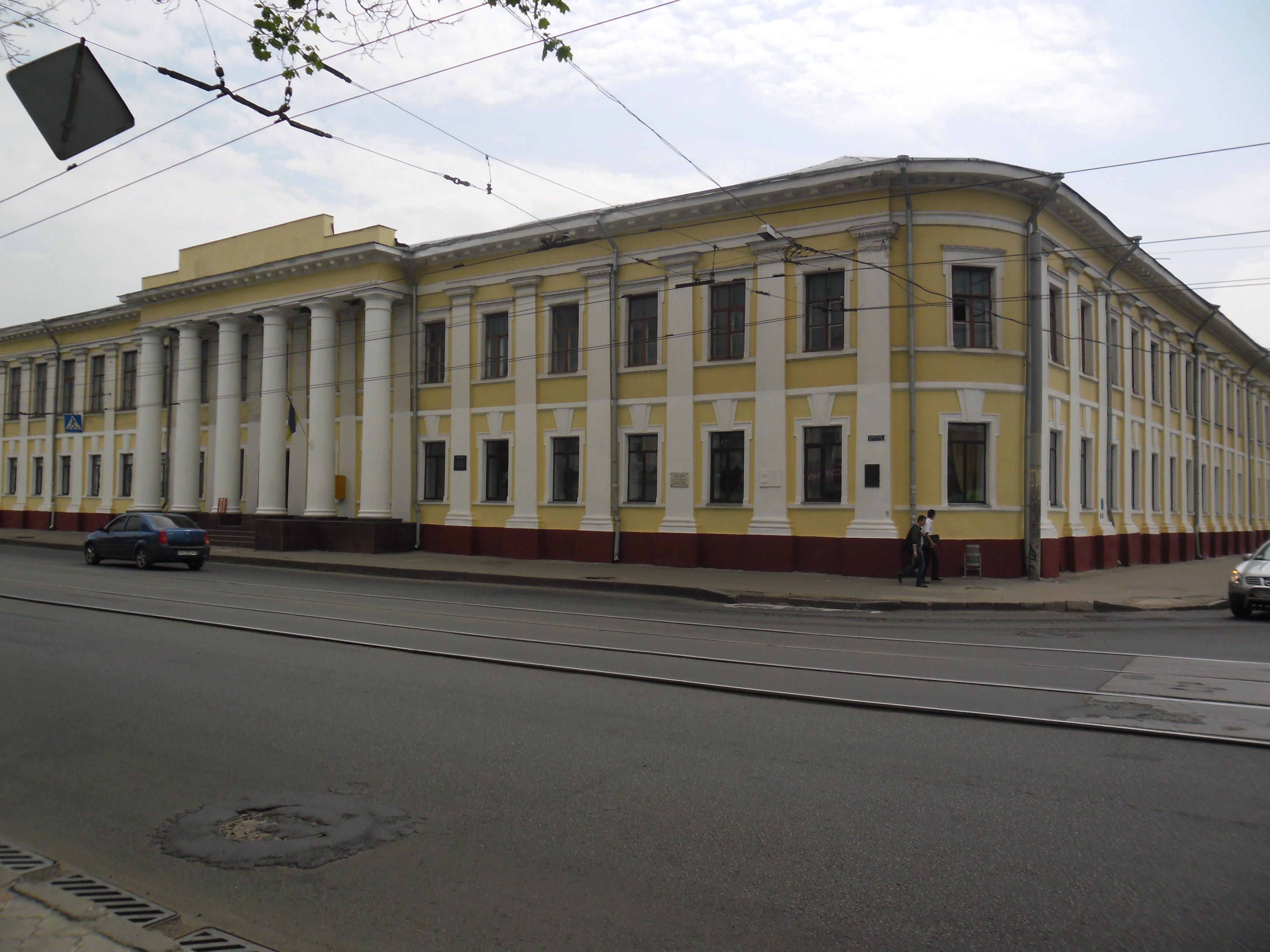
Здание бывшей 1-й мужской гимназии в Харькове

### Происхождение
Родился 28 февраля (12 марта) 1863 года в Санкт-Петербурге.
- Отец Иван Васильевич родился в Киеве в 1821 году[14]. Он был потомком запорожского казацкого старшины, выводившего себя от некоего литовского шляхтича Верны, который во время восстания Хмельницкого перешёл на сторону казаков, но впоследствии был взят в плен и казнён поляками, оставив трёх сыновей-казаков, из которых Степан был войсковым, а его сын Никифор (прадед Ивана Вернадского) знаковым товарищем[15][16]. Прадед Иван Вернацкий служил священником на Черниговщине. Дед, Василий Иванович Вернацкий, военный врач, участвовал в походах Суворова, где попал в плен к французам, после освобождения из которого поселился в Киеве; в последующие годы, Василий Иванович Вернацкий, дослужившись до коллежского советника, сменил фамилию на «Вернадский»[17]. Отец, Иван Васильевич, учился в Киевском университете, где, защитив докторскую степень, стал профессором[14]. Во время рождения сына Иван Васильевич Вернадский служил чиновником по особым поручениям при министре внутренних дел, преподавал экономику и имел чин действительного статского советника.
- Мать Анна Петровна (в девичестве Константинович) родилась в Киеве в 1837 году. Она происходила из русской дворянской семьи[18][19].
  - В. И. Вернадский был троюродным братом русского писателя В. Г. Короленко[18].

В 1868 году (из-за неблагоприятного климата Санкт-Петербурга) семья Вернадских переехала в Харьков — один из ведущих научных и культурных центров Российской империи. Ещё мальчиком бывал в Киеве, проживал в доме на Липках, где жила и умерла его бабушка — Вера Мартыновна Константинович.

### Образование
В 1873 году поступил в первый класс Харьковской классической гимназии, где проучился три года. Под влиянием отца приобрёл симпатии к украинскому движению. Специально выучил польский язык, чтобы читать книги про Украину.
В 1876 году, после возвращения семьи в Санкт-Петербург, В. И. Вернадский поступил в четвёртый класс Первой Петербургской классической гимназии.
В 1881 году окончил гимназию восьмым в выпуске, что было весьма неплохо, учитывая очень сильный коллектив.
В 1881—1885 годах учился на естественном отделении физико-математического факультета Императорского Санкт-Петербургского университета. Участник почвоведческих экспедиций (1882, 1884) и ученик В. В. Докучаева, который предложил ему тему кандидатской работы — «О физических свойствах изоморфных смесей». Среди учителей Вернадского были химик Д. И. Менделеев, — которому Вернадский в 1882 году успешно сдал экзамен по общей химии, — ботаник А. Н. Бекетов и другие знаменитые учёные. В 1939 году в письме, направленном в организационный комитет по случаю 120-летнего юбилея университета, Вернадский писал: «Я старый студент Петербургского Университета выпуска 1885 г., в блестящую пору его жизни — ученик Докучаева, Менделеева, Фаминцына, Глазенапа, Иностранцева, Бекетова, Меншуткина, Костычева, Воейкова, Фандерфлита, Петрушевского, Богданова, Вагнера. Всё моё университетское прошлое оказало решающее влияние на мою жизнь» (АРАН. Ф. 518. Оп. 3. Д. 1978. Л. 1).
Участвовал в студенческой сходке 10 (22) ноября 1882, за что был задержан полицией. Был знаком с А. И. Ульяновым. Член народнического кружка Д. И. Шаховского («Приютинское братство»), где познакомился со своей будущей женой Натальей Егоровной Старицкой. Был избран председателем Центрального совета объединённых землячеств.
Летом 1887 года на средства Вольного экономического общества Вернадский едет в Смоленскую губернию на фосфориты. В 1885—1890 годах — хранитель Минералогического кабинета Императорского Санкт-Петербургского университета. В личном составе университета по кафедре минералогии на 1886/87 учебный год указаны: ординарный профессор В. В. Докучаев, приват-доцент С. Ф. Глинка, консерваторы П. А. Земятченский и В. И. Вернадский.
После провала «Заговора первого марта», в 1888—1890 годах В. И. Вернадский был командирован университетом в Италию, Францию и Германию для продолжения обучения и подготовки к профессорскому званию.
В 1889 году помогал Докучаеву в подготовке и показе почвенной экспозиции на Всемирной выставке в Париже, за которую «Отдел русских почв» выставки был награждён золотой медалью.

### Преподавательская деятельность

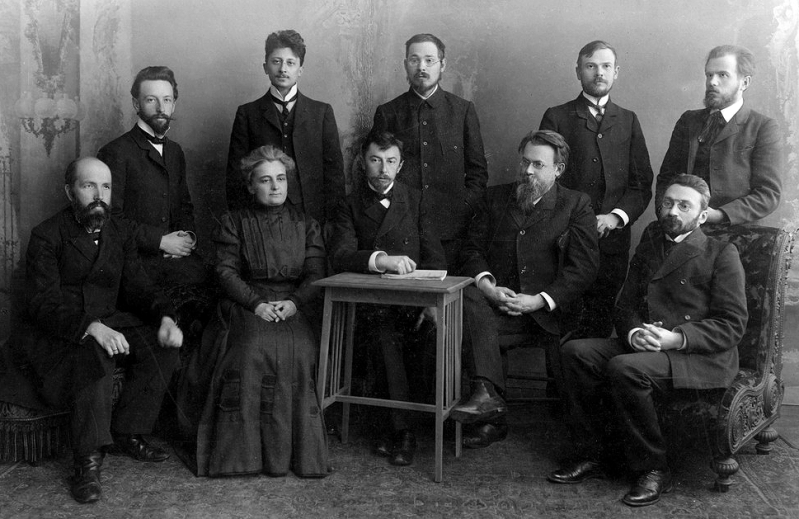
Минералогический кружок Московского университета, 1907

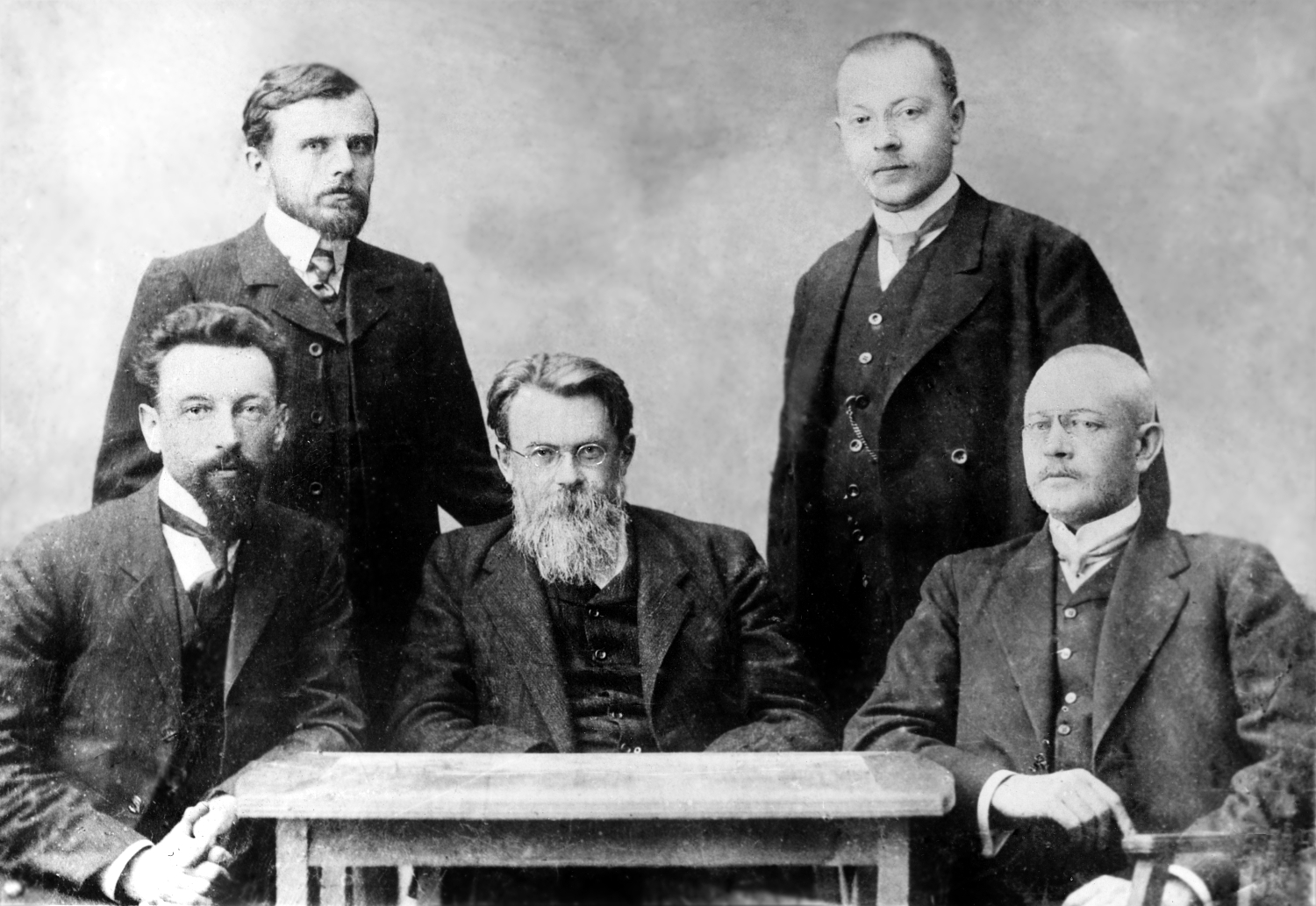
В Московском университете с учениками, 1911

Осенью 1890 года В. И. Вернадский по приглашению профессора А. П. Павлова переехал в Москву и 22 ноября был утверждён приват-доцентом кафедры кристаллографии и минералогии Императорского Московского университета. После защиты в 1891 году магистерской диссертации назначен заведующим Минералогического кабинета. Перед молодым преподавателем встали серьёзные задачи: разработка лекций по минералогии и кристаллографии; упорядочение минералогического кабинета и музея; проведение исследований в химической лаборатории. Для наведения порядка в минералогическом кабинете Вернадский привлёк своих студентов. В работе ему помогали старшие ассистенты: Я. В. Самойлов, Н. И. Сургунов, В. В. Карандеев, П. К. Алексат. В. И. Вернадский так охарактеризовал свою работу со студентами: «…И в поле, и в лаборатории выступало на первое место изучение парагенезиса минералов; стали совершаться минералогические экскурсии (чуть ли не впервые в университетском образовании в России)… В основу всего было положено возможно точное физическое (в том числе кристаллографическое) и химическое изучение минералов и их наблюдение — парагенетическое — в поле и в лаборатории. Каждый обучающийся проводил кристаллографическое исследование (и вычисление какого-нибудь вещества, главным образом искусственного) и делал полный химический анализ минерала. Работа выбиралась так, чтобы учащийся получал новые, раньше никому не известные, количественно выраженные факты. Значительная часть этих новых данных печаталась. В тесной связи с такой постановкой работ шло составление и систематизация минералогической коллекции, причём составленный географический и систематический полный карточный каталог был сделан в значительной части даровым и добровольным трудом лиц, работавших в кабинете». Большое внимание в работе со своими учениками Вернадский уделял публикации результатов их работ в ведущих европейских журналах по минералогии и кристаллографии. Вёл студенческий минералогический кружок. За десять лет членами кружка прочитано 77 докладов об оригинальных исследованиях, в том числе 11 — самим Вернадским. За 1890—1898 годы приват-доцент Вернадский воспитал более двадцати учеников, ставших известными минералогами (С. П. Попов, В. Г. Орловский, И. Ф. Сиома, Н. А. Скрицкий, Я. В. Самойлов, П. П. Пилипенко, В. В. Карандеев, Л. Л. Иванов, Н. И. Сургунов, А. А. Ауновский, А. О. Шкляревский, Н. Н. Тихонович, Б. А. Лури, В. Н. Мамонтов, П. К. Алексат, Г. И. Касперович, В. В. Аршинов, А. Е. Ферсман, В. С. Гулевич, Л. В. Яковлев).
Ученики Вернадского заняли руководящие должности на кафедрах минералогии и геологии в Московском, Саратовском, Томском, Тбилисском, Таврическом, Воронежском университетах, в Киевском политехническом, Екатеринославском горном, Московском геологоразведочном институтах, Новоалександрийском институте сельского хозяйства, Московском сельскохозяйственном институте, Московской горной академии, Университете им. Шанявского в Москве, Высших женских курсах в Москве и Санкт-Петербурге. Кроме того, возглавляли такие известные учреждения, как Минералогический музей Академии наук, Институт прикладной минералогии, Научный институт по удобрениям; работали в Комиссии по изучению производительных сил России, Биохимической лаборатории, Радиевом институте.
Экстраординарный (1898—1902), затем ординарный (1902—1911) профессор Императорского Московского университета. Автор курсов лекций и учебников по минералогии, кристаллографии и истории естествознания.
Одновременно преподавал минералогию на Московских высших женских курсах, где его ученицами были А. Б. Миссуна и В. А. Варсанофьева.

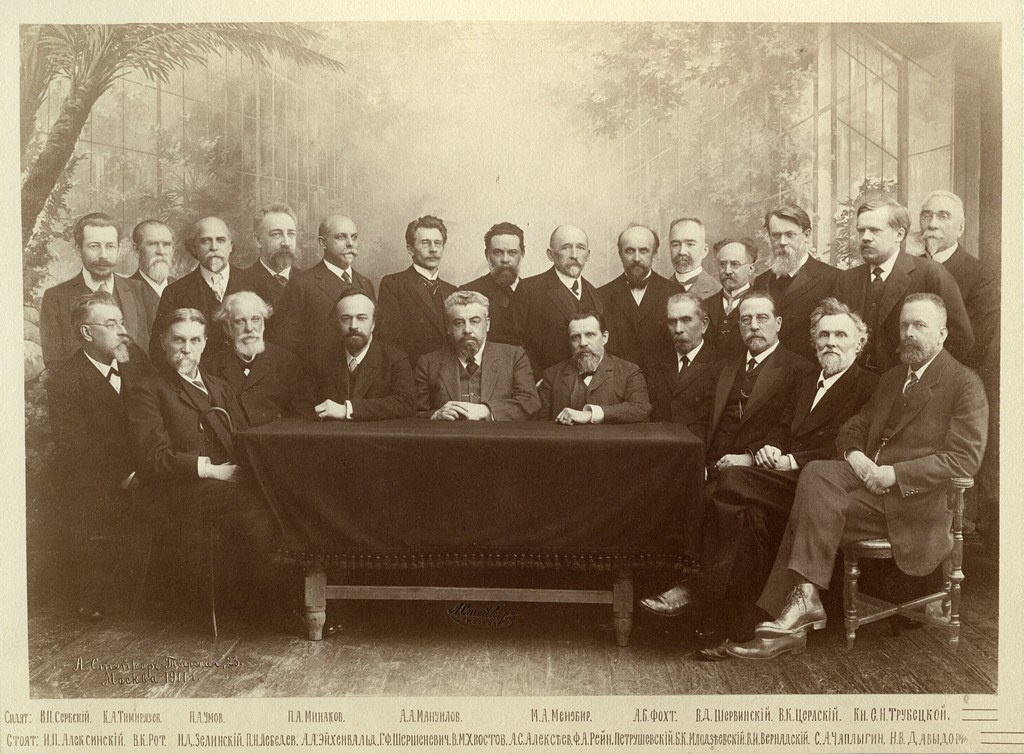
Среди уволившихся профессоров ИМУ, 1911

В 1911 году В. И. Вернадский в знак солидарности с увольняемыми по политическим мотивам профессорами подал в отставку (в связи с так называемым «Делом Кассо»). Вернадский назвал политику Л. А. Кассо «национальным бедствием» и «глубоким потрясением». По его словам, государство пошло на «эксперимент „твёрдой власти“», который и привёл к уходу преподавателей из университета, осознававших, что «подчинение такому унижению, безропотное перенесение оскорблений ведёт к полному разрушению основ существования школы». Свобода и автономия высшей школы должны быть непременным условием её развития.

### Научная работа
1 (13) мая 1897 года защитил докторскую диссертацию (по минералогии и геогнозии) на тему: «Явления скольжения кристаллического вещества».
4 (17) марта 1906 года избран адъюнктом Петербургской академии наук по физико-математическому отделению (минералогия).
5 (18) апреля 1908 года избран экстраординарным академиком (внештатным академиком, современный член-корреспондент) по минералогии. C 3 (16) марта 1912 года — ординарный академик (современный академик) Императорской Санкт-Петербургской академии наук.

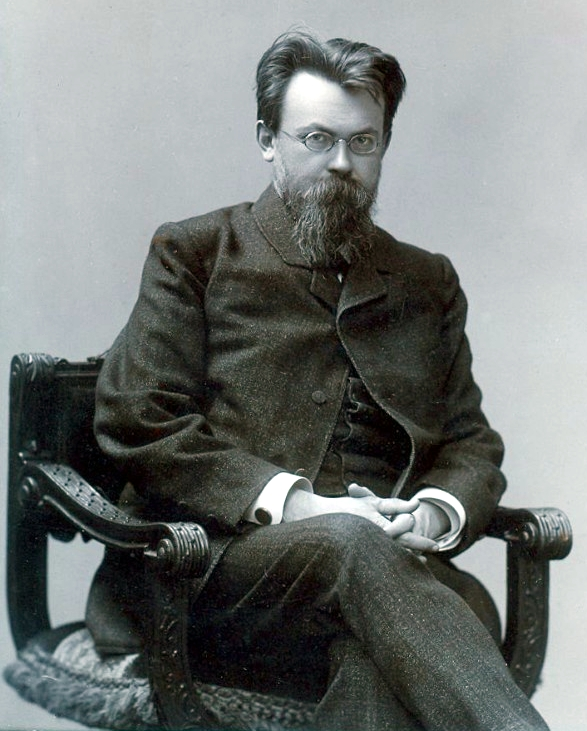
Профессор В. И. Вернадский в 1905 году. Фотография К. Фишера

В 1906 году избран членом Государственного совета от Академии наук и университетов, но вышел из него из-за роспуска Государственной думы I созыва. В 1908 году избран вторично в Государственный совет. Был командирован во Францию и Великобританию.
В 1911 году переехал из Москвы в Санкт-Петербург, работал в Геологическом музее Петербургской академии наук, где руководил отделом минералогии (c 1906 года).
Весной 1917 года В. И. Вернадский приехал в свою усадьбу Шишаки в Полтавской губернии, где его застала Октябрьская революция. По другим данным, он по приглашению Ольденбурга работал в Министерстве народного просвещения в Петрограде и после Октябрьской революции сдавал дела наркому просвещения А. В. Луначарскому. 22 ноября по решению физико-математического отделения Академии наук командирован на юг по состоянию здоровья (туберкулёз) и для продолжения исследовательских работ.
Признав независимость Украины как «свершившийся факт», В. И. Вернадский в мае 1918 года вышел из кадетской партии, о чём свидетельствует запись в дневнике за 1941 год, сделанная 24 мая. Он пишет: «Немедленно по утверждению меня Головой Украинской Академии я вышел из Конституционно-демократической партии и его Центрального Комитета». И далее Вернадский даёт исчерпывающее пояснение этого шага: «Этот выход не был только следствием этой формальной причины. У меня уже ‹тогда›, когда я был во Временном правительстве, я глубоко был не согласен с правительством князя Львова, не говоря о Керенском. Считал ошибкой всю тактику ‹кадетов›. Деятельность кадетов во время междоусобной войны у Деникина окончательно меня от ‹них› оттолкнула — и в земельном, и в национальном вопросе».
27 октября 1918 года В. И. Вернадский стал одним из основателей и первым президентом Украинской академии наук, созданной правительством гетмана Павла Скоропадского. Д. И. Дорошенко, видный историк, министр иностранных дел при гетмане Скоропадском, подчеркнул роль Вернадского в организации Украинской академии наук: «Когда же в 1918 г. возникла Украинская Держава, то организатором Украинской академии наук явился член Петербургской академии наук В. И. Вернадский…». При этом, по предварительной договорённости с министром просвещения Н. П. Василенко, он не принимал гражданство Украины. Читал курс геохимии в Киевском университете. Увлечённо занимался биогеохимией.
Весной 1919 года после установления Советской власти в Киев к Вернадскому прибыл представитель Российской академии наук, его ученик А. Е. Ферсман. Во время поездки для переговоров в Ростов-на-Дону через Новороссийск Вернадский заболел тифом, остался в Крыму и был перевезён родственниками в Симферополь. После выздоровления, с февраля 1920 и до 1921 года, — внештатный ординарный профессор (АРАН. Ф. 518. — Оп. 2. — Д. 1151. — Лл. 5, 7), с сентября 1920 года — ректор Таврического университета в Симферополе. В 1920 году входил в состав симферопольского отделения Украинского научного общества. 25 января 1921 года Крымревкомом было решено бывшего ректора Таврического университета и ряд профессоров отправить в Москву, в распоряжение Наркомпроса. Комиссар высших учебных заведений Крыма М. Гасцинский в «политической характеристике» на бывшего ректора указал: «Несмотря на крупные научные заслуги Вернадского, оставление его в Крыму является политически недопустимым». 23 февраля 1921 года Вернадский с семьёй под усиленной охраной ЧК выехал из Симферополя в Москву.
В середине марта 1921 года семья Вернадских вернулась на родину в Петроград. В. И. Вернадский возглавил Метеоритный отдел Геологический и минералогический музей имени Петра Великого РАН в Петрограде (1921—1939), Радиохимическую лабораторию и КЕПС. Ему удалось организовать экспедицию Л. А. Кулика в Сибирь, к предполагаемому месту падения в 1908 году Тунгусского метеорита.
14 июля 1921 года В. И. Вернадского арестовали и препроводили в тюрьму на Шпалерную. На следующий день, на допросе он понял, что его пытаются обвинить в шпионаже. К удивлению охранников, Вернадский был вскоре освобождён. Вскоре выяснилось, что президент Российской академии наук А. П. Карпинский и С. Ф. Ольденбург послали телеграммы Владимиру Ленину, наркому просвещения Анатолию Луначарскому и Николаю Семашко, после чего было принято решение о его освобождении. После освобождения по приглашению Ферсмана Вернадский вместе с дочерью уехал в Мурманск, где участвовал в комплексном исследовании Кольского полуострова, результатом которого стала большая статья «Живое вещество в химии моря».
Вернадский участвовал в создании в январе 1922 года Радиевого института, который возглавлял по 1939 год. Институт был сформирован путём объединения всех имевшихся к тому времени в Петрограде радиологических учреждений:
- Радиевой лаборатории Академии наук
- Радиевого отделения Государственного рентгенологического и радиологического института
- Радиохимической лаборатории
- Коллегии по организации радиевого завода[48].

В плане научного руководства новому институту были подчинены радиевый рудник и недавно созданный завод в Бондюге (Татарстан). На этом заводе В. Г. Хлопиным и М. А. Пасвик в декабре 1921 года были получены первые в России высокообогащённые препараты радия. Комплексный подход к проблеме радиоактивности, характерный для основателей института академиков Вернадского и Хлопина, предопределил комплексную структуру института, основанную на сочетании физических, химических и радиогеохимических исследований.
Организатор экспедиций и лабораторий по поискам и изучению радиоактивных минералов («Труды Радиевой экспедиции Академии наук»). В основном это были экспедиции на Урал, в Предуралье, на Байкал, в Забайкалье, на Туя-Муюнское месторождение в Ферганской области (1915—1916) и Кавказ, но В. И. Вернадский указывал на необходимость подобных исследований в южных регионах, в особенности на побережьях Чёрного и Азовского морей. Он считал, что для успешной работы должны быть организованы постоянные исследовательские станции.
В 1922—1926 годах по приглашению президента университета командирован во Францию для чтения курса геохимии в Сорбонне. Работал в Музее естественной истории и Институте Кюри, где исследовал паризий — вещество, ошибочно принятое за новый радиоактивный элемент. В Париже на французском языке вышел фундаментальный труд Вернадского — «Геохимия».
В 1915—1930 годах — председатель Комиссии по изучению естественных производственных сил России, был одним из создателей плана ГОЭЛРО. Комиссия внесла огромный вклад в геологическое изучение Советского Союза и создание его независимой минерально-сырьевой базы.
По возвращении из зарубежной командировки в 1926 году продолжил творческую самостоятельную работу. Сформулировал концепцию биологической структуры океана, согласно которой, жизнь в океане сконцентрирована в «плёнках» — географических пограничных слоях различного масштаба.
В 1927 году организовал в Академии наук СССР Отдел живого вещества. Однако термин «живое вещество» В. И. Вернадский употреблял в смысле, отличном от позднейших работ О. Б. Лепешинской, — как совокупность живых организмов биосферы.
После перевода академических научных учреждений в Москву в 1934 году Вернадские поселились в маленьком двухэтажном особняке на Арбате, заняв второй этаж.
Летом 1935 года здоровье Владимира Ивановича ухудшилось, и по рекомендациям кардиолога он уезжает на лечение за границу, в Карловы Вары (Карлсбад). После прохождения курса лечения Вернадский работал в Париже, Лондоне, в Германии. В этот период Вернадский работает над книгой «Научная мысль как планетное явление», которая была опубликована только в 1977 году. Это была его последняя зарубежная командировка; в Европе чувствовалось дыхание будущей войны. Вернадский в последний раз встречается с дочерью Ниной (1898—1967; в замужестве — Толль), которая вскоре уехала из Чехословакии в США, где поселилась недалеко от брата Георгия (1887—1973), в Нью-Хейвене. Георгий Вернадский ещё в 1927 году получил приглашение на кафедру русской истории в Йельский университет.

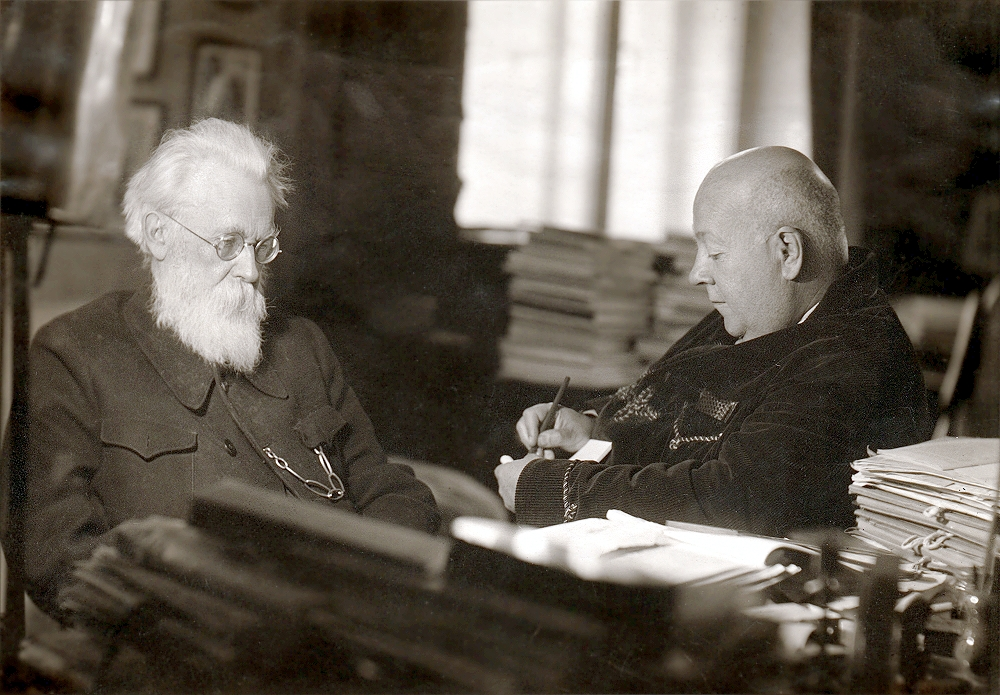
С А. Е. Ферсманом, 1940

В 1936 году к 75-летию Вернадского вышел под редакцией Ферсмана сборник (в 2-х томах) «Академику В. И. Вернадскому в честь пятидесятилетия научной и педагогической деятельности».
В годы политических репрессий Вернадский ушёл со всех административных постов, оставаясь только научным консультантом (чтобы не участвовать в «чистках»). В это же время он был избран членом геолого-географического, химического, физико-математического отделений Академии наук. В. И. Вернадский (а также его соратники — А. Е. Ферсман и А. П. Карпинский) обладали колоссальным практическим и теоретическим опытом в геологии, который был необходим советскому государству при разработке и добыче полезных ископаемых. Кроме того, даже в те трагические времена у Вернадского находились заступники. Когда был арестован геохимик А. М. Симорин, его ученик, Вернадский неоднократно писал в «органы» и в Президиум Верховного Совета СССР, требуя освободить «талантливого учёного, прекрасного научного работника». До конца жизни Вернадский продолжал считать Симорина своим сотрудником, вёл с ним переписку и отказывался подписывать приказ об его увольнении.
В. И. Вернадский при жизни опубликовал 473 научные работы. Он основал новую науку — биогеохимию и внёс огромный вклад в геохимию. С 1927 года и до самой смерти был директором Биогеохимической лаборатории при Академии наук СССР. Талантливый учитель целой плеяды советских геохимиков.
Из философского наследия Вернадского наибольшую известность получило учение о ноосфере, Вернадский также считается одним из основных мыслителей направления, известного как русский космизм.

#### «Радиевый проект»
16—18 января 1910 года в Институте Кюри (Париж) Вернадский встретился с Лакруа.
29 декабря 1910 (11 января 1911) года на общем собрании Академии наук Вернадский выступил с докладом: «Задачи дня в области радия», в котором обосновал необходимость систематического изучения с геологической и минералогической точек зрения проявлений радиоактивности в природе, что привело к созданию Радиевой комиссии в том же году. В том же году Вернадский определил районы возможного залегания радиевых руд: Кавказ, Урал и Ферганская область. Геологические исследования, проведённые в 1911—1917 годах Академией наук, не обнаружили на Урале залежей радиоактивных элементов.

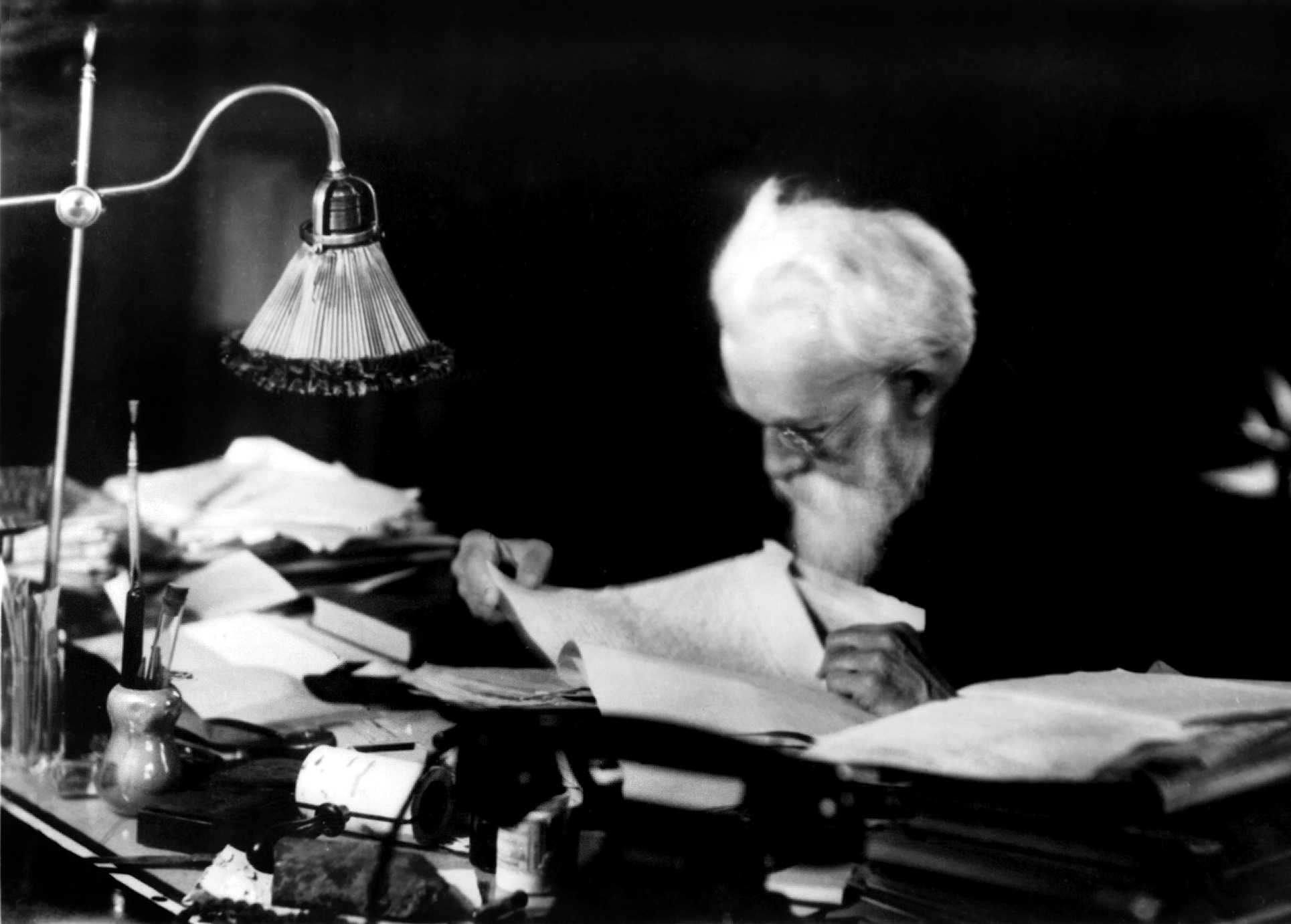
В. И. Вернадский, 1940 г.

Летом 1940 года по инициативе Вернадского начались исследования урана на получение ядерной энергии.
В. И. Вернадский скончался за четыре месяца до Победы, когда меньше года оставалось до запуска в Москве академиком И. В. Курчатовым первого в СССР ядерного реактора и четыре с половиной года — до триумфа советских физиков-ядерщиков и успешного испытания атомной бомбы РДС-1.

### Эвакуация
С началом войны учёный был эвакуирован в заповедник «Боровое» (Казахская ССР), где был санаторий АН СССР. Семья Вернадского, состоящая из его жены Натальи Егоровны, сестры жены сына Екатерины Владимировны Ильинской, его самого, секретаря Анны Дмитриевны Шаховской, домработницы Прасковьи Кирилловны Казаковой, занимала половину 37-й дачи. Живущими в посёлке академиками для преодоления возникших бытовых лишений было создано общественное Распределительное бюро.
18 января 1942 года в санаторной библиотеке сделал доклад: «О геологических оболочках Земли как планеты».
9 марта 1942 года направил на имя Президента АН СССР В. Л. Комарова записку «Об организации научной работы», 13 марта 1943 года — о необходимости восстановления деятельности Урановой комиссии.
9 мая 1942 года получил от вице-председателя Всеславянского комитета СССР профессора Зденека Неедлы письмо с просьбой написать для читателей-славян, живущих в Англии, Америке и Австралии, статью на тему: «Научные связи русского народа с другими славянскими народами». Письмо также содержало просьбу об участии Вернадского в работе ежемесячного журнала Всеславянского комитета «Славяне». В. И. Вернадский предложил другую статью, почти готовую, под названием: «Мысли натуралиста об организации славянской научной работы на фоне мировой науки» (для написания первоначальной статьи в Боровом не было ни книг, ни справочников) и уже 11 июня 1942 года переслал её в Москву.

Памятник на могиле, Новодевичье кладбище

3 февраля 1943 года скоропостижно скончалась Наталья Егоровна, жена В. И. Вернадского. В день её смерти Вернадский записал в дневнике: «Всем хорошим в своей жизни я обязан Наташе. Мы прожили с ней 56 лет душа в душу, мысль в мысль». Эту утрату Вернадский тяжело переживал и не смог оправиться.
В 1943 году к 80-летию со дня рождения «за многолетние выдающиеся работы в области науки и техники» В. И. Вернадский был удостоен Сталинской премии I степени, денежный эквивалент которой распределил поровну — в Фонд обороны и бедствующим сотрудникам и членам семей погибших и репрессированных сослуживцев.
За время эвакуации написал ряд статей: «К учёным-естествоиспытателям Великобритании», совместно с Н. Д. Зелинским (1941), «О необходимости выделения и сохранения чистых тяжёлых изотопов природных радиоактивных процессов» (1941), «Несколько соображений о проблемах метеоритики»(1941), «О необходимости организованной работы по космической пыли» (1941), «Определение состава вод метаморфических пород и минералов» (1941), «О геологическом значении симметрии» (1942), «О состоянии пространства в геологических явлениях Земли как планеты. На фоне роста науки ХХ столетия» (1943), «Несколько слов о ноосфере» (1943). Кроме того, продолжил работу над книгой «Химическое строение биосферы Земли и её окружения» в 2-х томах. Вместе с Натальей Егоровной подбирал материалы для будущей книги «Пережитое и передуманное». В этот период им написаны статьи по истории науки: «Мысли натуралиста об организации славянской научной работы на фоне мировой науки», «Памяти профессора Петра Андреевича Земетченского. 1856—1942», «Гёте как натуралист», «Из воспоминаний. Первый год Украинской Академии наук».

### Возвращение в Москву
В августе 1943 года возвратился в Москву из эвакуации.
Весной и летом 1944 года искал пути переехать к детям и внучке в США (оставаясь гражданином СССР), бывал у посла США в Москве (Особняк Второва), но ему это не удалось.
25 декабря 1944 года у В. И. Вернадского произошёл обширный инсульт, и 6 января 1945 года он скончался в Москве. Похоронен на Новодевичьем кладбище (уч. 3); на могиле — надгробный памятник работы Зиновия Виленского (установлен в марте 1953 года).

## Семья

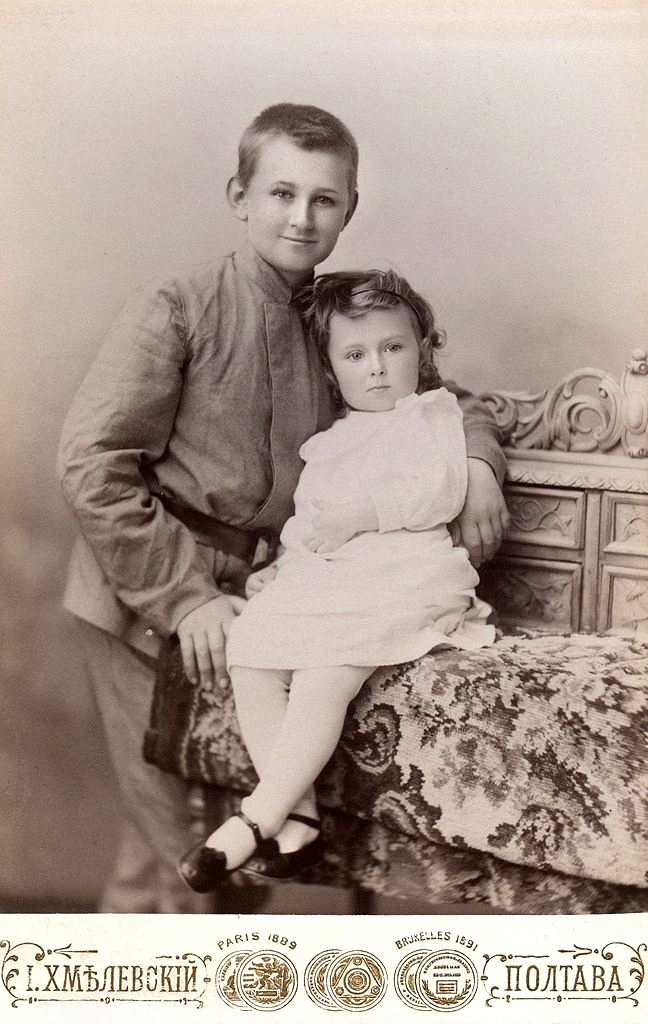
Георгий и Нина Вернадские. Полтава, 1903

Отец — Вернадский, Иван Васильевич (1821—1884) — экономист.
Брат (сводный) — Николай (1851—1874).
Сестра — Екатерина (1864—1910) — замужем за штабс-ротмистром Сергеем Александровичем Короленко (?—1908) в 1885—1898 годах (разведена), затем — за двоюродным братом С. А. Короленко, артиллерийским полковником Павлом Андреевичем Галенковским (1861—после 16.08.1917) (разведена), позже — за генерал-майором Леонидом Николаевичем Чернояровым (1861—1916).
Сестра — Ольга (1864—1920) — погибла в 1920 году вместе с мужем Киром Алексеевичем Алексеевым.
Дядя — Короленко, Владимир Галактионович (1853—1921) — писатель.
В 1886 году В. И. Вернадский женился на Наталии Егоровне Старицкой (1862—1943), с которой прожил более 56 лет. В семье было двое детей, которые эмигрировали в советское время, и в конце концов оказались в США:
Сын Георгий (1887—1973) — один из лидеров движения евразийцев, стал известным в США исследователем русской истории.
Дочь Нина (1898—1986) — училась в Праге, замужем за археологом Н. П. Толлем (1894—1985, родственник Эдуарда Толля), работала врачом-психиатром в США.

## Учение о биосфере и ноосфере

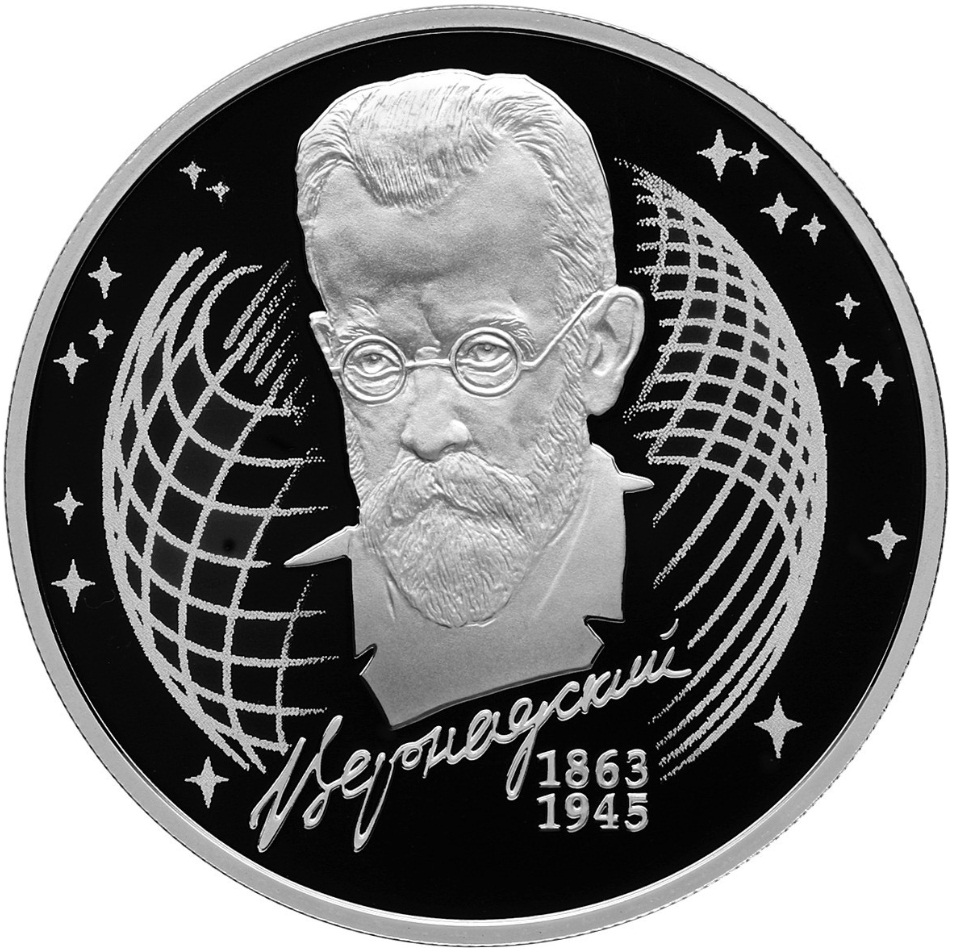
Биосфера и ноосфера В. И. Вернадского,
монета Банка России, 2013

В структуре биосферы Вернадский выделял семь видов вещества:
1. Живое;
2. Биогенное (возникшее из живого или подвергшееся переработке);
3. Косное (абиотическое, образованное вне жизни);
4. Биокосное (возникшее на стыке живого и неживого; к биокосному, по Вернадскому, относится почва);
5. Вещество в стадии радиоактивного распада;
6. Рассеянные атомы;
7. Вещества космического происхождения.

В. И. Вернадский рассматривал различные гипотезы панспермии в историческом контексте, он пришёл к заключению лишь об извечности жизни в течение геологического времени. Методы и подходы кристаллографии Вернадский распространял на вещество живых организмов. Живое вещество развивается в реальном пространстве, которое обладает определённой структурой, симметрией и диссимметрией. Строение вещества соответствует некоему пространству, а их разнообразие свидетельствует о разнообразии пространств. Таким образом, живое и косное не могут иметь общее происхождение, они происходят из разных пространств, извечно находящихся рядом в Космосе. Некоторое время Вернадский связывал особенности пространства живого вещества с его предполагаемым неевклидовым характером, но по неясным причинам отказался от этой трактовки и стал объяснять пространство живого как единство пространства-времени.
Важным этапом необратимой эволюции биосферы Вернадский считал её переход в стадию ноосферы.
Основные предпосылки возникновения ноосферы:
1. Расселение Homo sapiens по всей поверхности планеты и его победа в соревновании с другими биологическими видами;
2. Развитие всепланетных систем связи, создание единой для человечества информационной системы;
3. Открытие таких новых источников энергии, как атомная, после чего деятельность человека становится важной геологической силой;
4. Победа демократий и доступ к управлению широких народных масс;
5. Всё более широкое вовлечение людей в занятия наукой, что также делает человечество геологической силой.

Работам Вернадского был свойствен исторический оптимизм: в необратимом развитии научного знания он видел единственное доказательство существования прогресса.

## Общественная деятельность
26 октября (7 ноября) 1892 года был избран губернским гласным Тамбовской губернии.

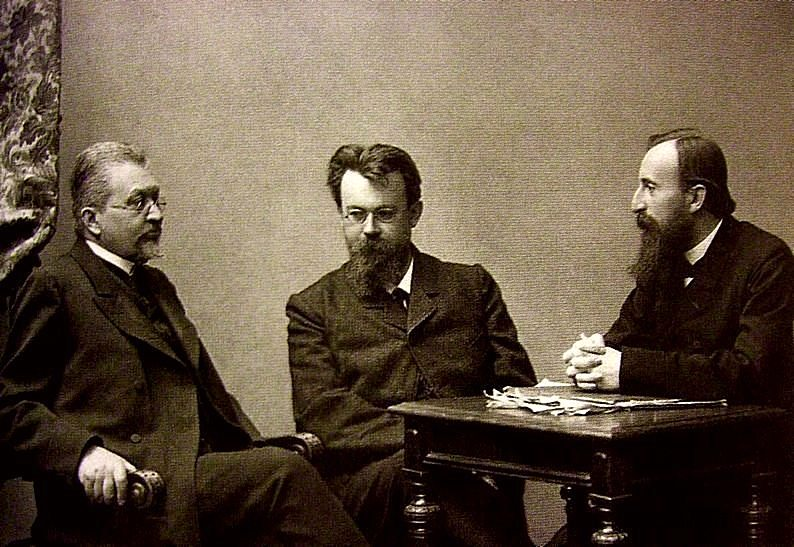
Лидеры «Союза освобождения»: И. И. Петрункевич, В. И. Вернадский и Д. И. Шаховской, 1900-е

В 1903 году принимал участие в учредительном съезде Союза освобождения.
В 1904 году был делегатом Земского съезда, потребовавшего введения конституции, гражданских свобод и выборов Государственной думы.
В 1905 году участвовал в создании Конституционно-демократической (кадетской) партии и состоял членом её Центрального комитета. Входил от партии в Государственный совет Российской империи (1906, 1907—1911, 1915—1917), а в 1917 году — во Временное правительство России (товарищ министра народного просвещения). В мае 1918 года вышел из кадетской партии.
В 1911 году получил чин действительного статского советника.
Общественные взгляды
В марте 1914 года участвовал в выработке политической линии кадетской партии по «украинскому вопросу». В ответ на резко отрицательное отношение лидера кадетов П. Н. Милюкова, который в своём выступлении в Государственной Думе 19 февраля 1914 года назвал любые федеративные отношения Украины с Россией «вредным и опасным движением», Вернадский предложил выразить пожелание, чтобы П. Милюков в дальнейшем не выступал с отрицанием автономии и федерализма во избежания глубокого раскола в партии конституционных демократов. Он учитывал позицию профессора М. С. Грушевского, представителя украинских организаций партии, высказанную по этому вопросу: «Принцип нашей автономии выдвигается для того времени, когда будут свободы, а уже следующим этапом будет обеспечение федералистского строя. Украинцы добиваются только чтобы к.-д. не выступали против федерализма, а относительно автономии выразили сочувствие». В 1915—1916 годах Вернадский написал статью «Украинский вопрос и русское общество», в которой формулирует принципы культурно-национальной автономии Украины в рамках единого Российского государства. Он пишет: «Украинская интеллигенция ждёт от России полного признания <…> прав на национально-культурное самоопределение, то есть прав на свободную национальную работу в сфере школы, науки, литературы, общественной жизни; украинцы полагают, что в интересах не только местной украинской, но и общерусской культуры не ставить препятствий их устремлениям к украинизации местной общественной и церковно-религиозной жизни, а также местного самоуправления. <…> Так как украинское движение органично и питается корнями народной жизни, то оно никогда не угаснет, а, следовательно, положительное разрешение украинского вопроса для государства, не отказывающегося от основных начал правового строя, неизбежно, и всякие отсрочки и проволочки в этом разрешении только углубляют внутренний разлад в государстве, обществе и народе». Благодаря самоотверженности Вернадского, Украинская академия, им возглавляемая, в 1918—1919 годах пережила пятикратную смену власти в Киеве и уцелела.
В равной мере своим соотечественником его считают и в России, и на Украине. Отказался принять украинское гражданство от гетмана П. П. Скоропадского и считал себя русским человеком, отстаивал единство России и противостоял идеям как украинской независимости, так и проавстрийским и германским идеям.
Я думаю, интересы и спасение России сейчас в победе большевизма на Западе и в Азии. Необходимо ослабление союзников.
Негативно отнёсся к кампании по украинизации 1920—1930-х годов, считая её насильственной. Язык украинских вывесок, а также сочинений профессора М. С. Грушевского он называл не иначе, как «язычием». Своим главным культурно-общественным заданием Вернадский считал сохранение главенствующего положения русской культуры в УНР, объединение украинцев, которым дорога русская культура, и развитие связей с российскими научными учреждениями.
Отделение по охранению общественной безопасности и порядка в Москве (1890—1911)
Активная общественно-политическая деятельность академика В. И. Вернадского привлекла внимание Московского охранного отделения (МОО), где на него в 1890 году было заведено «Дело». Первый документ, представляющий собой ответ на запрос Департамента полиции Министерства внутренних дел о посетителях В. И. Вернадского, датирован 23 декабря (ГАРФ. Ф. 63.1890. — Д. 961).
В дальнейшем «дело» пополнилось несколькими документами: ответом Департамента полиции (24 мая 1895 года) на запрос Министерства народного просвещения о благонадёжности жены В. И. Вернадского, желающей открыть воскресную школу; характеристикой МОО Департаменту полиции на В. И. Вернадского, подписавшего в 1898 году обращение о создании Русского горного общества (ГАРФ. Ф. 63. 1898. — Д. 480. — Л. 11—11 об.) и другими документами. 26 марта 1897 года исполняющий должность московского полицмейстера полковник Д. Ф. Трепов отметил, что Вернадский своей деятельностью уже не раз обращал на себя внимание Департамента полиции.
С 1903 года вся корреспонденция академика Вернадского и его жены перлюстрировалась, а дом, где они жили, находился под постоянным наблюдением полиции. После событий 1911 года в Императорском Московском университете в Департаменте полиции было заведено специальное дело «О профессорах и приват-доцентах, подавших прошение об увольнении от службы» (ГАРФ. Ф. 63. — Оп. 31.1911. — Д. 224.).
Оценки личности
В 2016 году «Независимая газета» охарактеризовала его:
- украинцем — по родителям и родословной;
- славянином (прежде всего русским и украинцем) — по культуре;
- правдоискателем, праведником, правозащитником — по совести, категорическому, нравственному императиву;
- либералом, интернационалистом, патриотом, социалистом — по общественно-политическим убеждениям, образу жизни и характеру поступков;
- пассионарием — по эмоциональному складу;
- жителем Земли и Космоса — по мироощущению и миропониманию;
- человеком ноосферы, намного опередившим своё время.

## Награды и премии
- Орден Святого Станислава II степени (1901)
- Орден Святой Анны III степени (1904)
- Орден Святой Анны II степени (1907)
- Орден Трудового Красного Знамени (20 марта 1943) — за выдающиеся заслуги в развитии геохимии и генетической минералогии, в связи с 80-летием со дня рождения
- Сталинская премия I степени (22 марта 1943) — за многолетние выдающиеся работы в области науки и техники
- Почётный крымчанин (19 февраля 2003, посмертно) — за выдающийся личный вклад в развитие науки в Крыму, плодотворную научную, преподавательскую и общественную деятельность, участие в создании, становлении первого в Крыму высшего учебного заведения — Таврического университета, профессором и ректором которого В. И. Вернадский был в 1920—1921 годах, в связи с 140-летием со дня его рождения и с целью чествования памяти выдающегося учёного"[74]
- Медаль «В память 300-летия царствования дома Романовых»
- Медаль «В память царствования императора Александра III»
- Почётная грамота Президиума АН УССР в связи с 25-летием Академии наук Украины[75]

## Членство в организациях
В. И. Вернадский был избран членом различных обществ, организаций и ассоциаций. Это членство подтверждает широту его научных интересов и общественное признание его заслуг:
- 1886 — действительный член Санкт-Петербургского общества естествоиспытателей
- 1886 — действительный член Вольного экономического общества
- 1888 — действительный член Императорского Русского географического общества
- 1889 — член-корреспондент Британской ассоциации наук
- 1889 — член Французского минералогического общества
- 1890 — член Московского общества испытателей природы, почётный член с 1911 года, вице-президент с 1934 года
- 1891 — член Общества любителей естествознания, антропологии и этнографии при Московском университете, почётный член с 1913 года
- 1891 — член Московского общества сельского хозяйства
- 1893 — член Императорского минералогического общества, почётный член с 1914 года
- 1893 — член Общества опытных наук при Харьковском университете
- 1900 — Член Русского Горного общества
- 1905 — член Всероссийской лиги просвещения
- 1905—1918 — член Кадетской партии
- 1906—1906, 1908—1911, 1915 — член Государственного совета от Академии наук и университетов
- 1908 — экстраординарный академик по минералогии Санкт-Петербургской академии наук, ординарный академик с 1911 года
- 1909 — член Общества единения народностей России
- 1909 — член Общества содействия успехам опытных наук имени Х. С. Леденцова
- 1911 — член Русского географического общества
- 1911 — почётный член Тифлисского общества естествоиспытателей
- 1911 — член Общества деятелей периодической печати и литературы
- 1912 — член Общества изучения Сибири и улучшения быта её населения
- 1912 — член литературно-художественного кружка имени А. И. Герцена и его ревизионной комиссии
- 1912 — член Общества для пособия нуждающимся литераторам и учёным
- 1913 — почётный член Уральского общества любителей естествознания
- 1915—1918, 1921—1930 — председатель совета Комиссии по изучению естественных производительных сил России
- 1917 — председатель Сельскохозяйственного учёного комитета Министерства земледелия
- 1917 — председатель комиссии по учёным учреждениям и научным предприятиям Министерства народного просвещения
- 1918 — член Русского общества распространения естественно-научного образования
- 1918 — председатель Комиссии по изучению естественных производительных сил Украины
- 1918—1919 — член-основатель и первый президент Украинской академии наук
- 1921 — глава Комиссии по истории науки, философии и техники в Российской академии наук
- 1926 — иностранный член Чешской академии наук и искусств
- 1926 — иностранный член Югославской академии наук и искусств
- 1926 — член Геологического общества Франции
- 1926 — член Немецкого химического общества
- 1926 — член Американского минералогического общества
- 1926 — председатель Комиссии по истории знаний
- 1926 — член Общества исследования истории, литературы и языка Украины
- 1926 — член Таврического общества истории, археологии и этнографии
- 1928 — член-корреспондент Парижской академии наук, секция минералогии
- 1929 — член Комиссии по выработки новой структуры и устава АН СССР
- 1930 — член-корреспондент Чехословацкого минералогического и геологического общества
- 1930 — президент Ленинградского общества естествоиспытателей
- 1932 — глава Метеоритной комиссии
- 1930 — председатель Комиссии по изучению тяжёлой воды, АН СССР
- 1936 — почётный член Общества биологической химии Индии
- 1937 — вице-президент Международной комиссии по геологическому времени
- 1938 — иностранный член-корреспондент Бельгийского геологического общества
- 1939 — член трёх отделений АН СССР: геолого-географических, химических, физико-математических наук
- 1939 — в АН СССР председатель: Комиссии по изотопам, Комитета по метеоритам, Комиссии по минеральным водам, Комиссии по изучению вечной мерзлоты, Комиссии по изучению, использованию и охране подземных вод, Комиссии по определению геологического возраста горных пород, Комиссии по проблеме урана
- 1944 — почётный член Всесоюзного химического общества имени Д. И. Менделеева
- 1944 — член Комиссии АН СССР по истории биологических наук

## Адреса
Адреса, связанные с В. И. Вернадским, и основные места его проживания:
Санкт-Петербург:

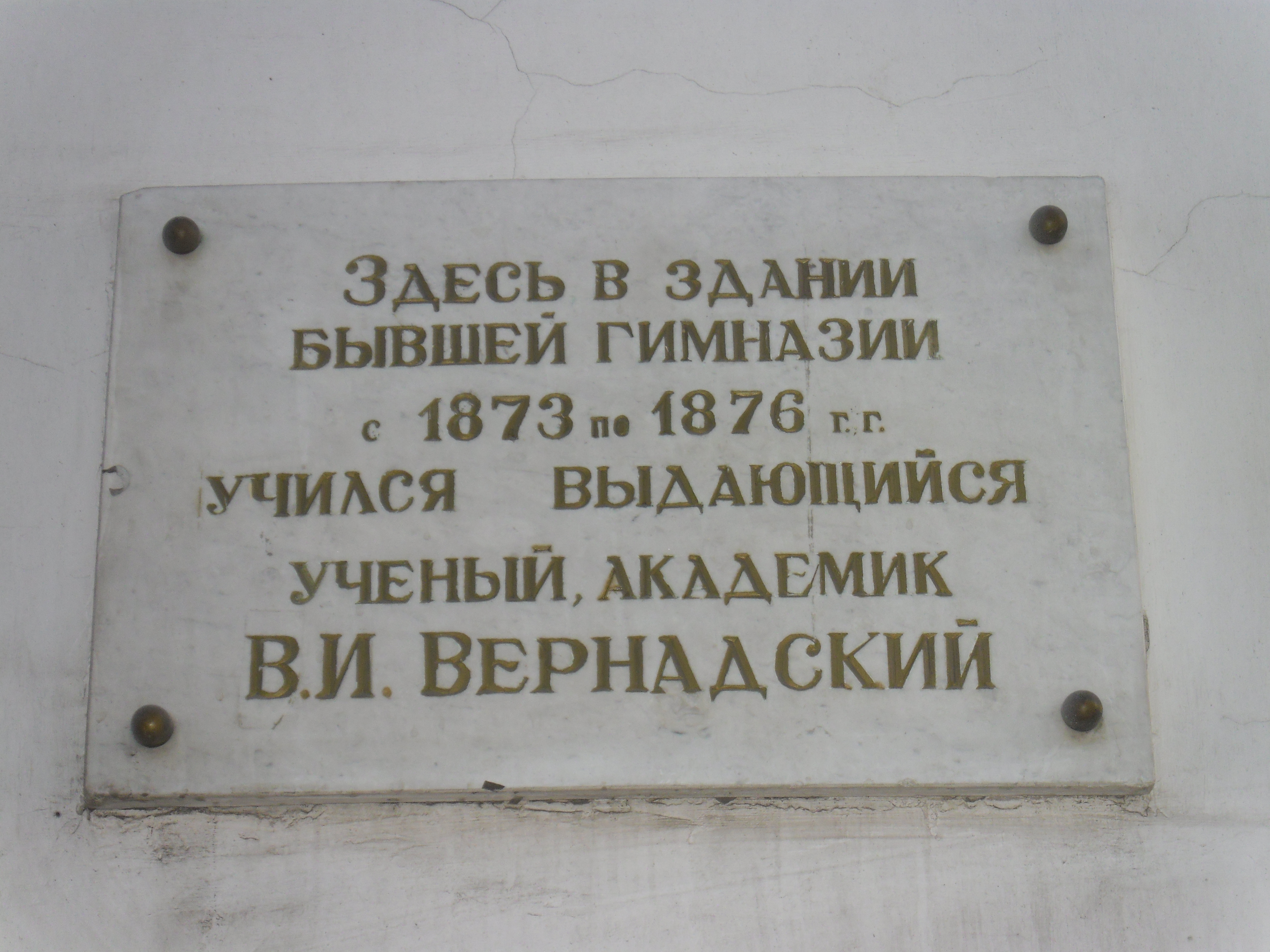
Харьков

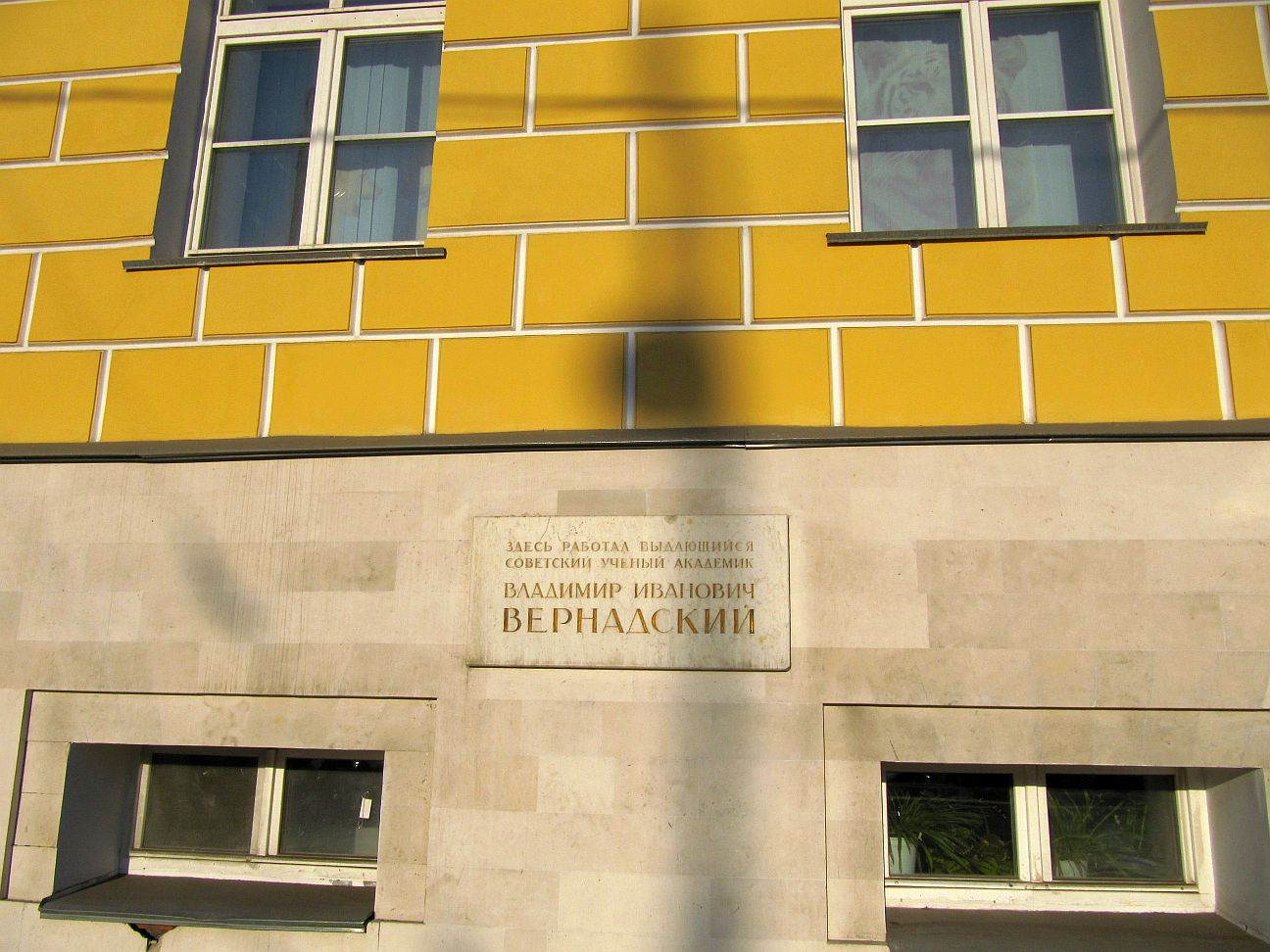
Памятная доска на Моховой ул.

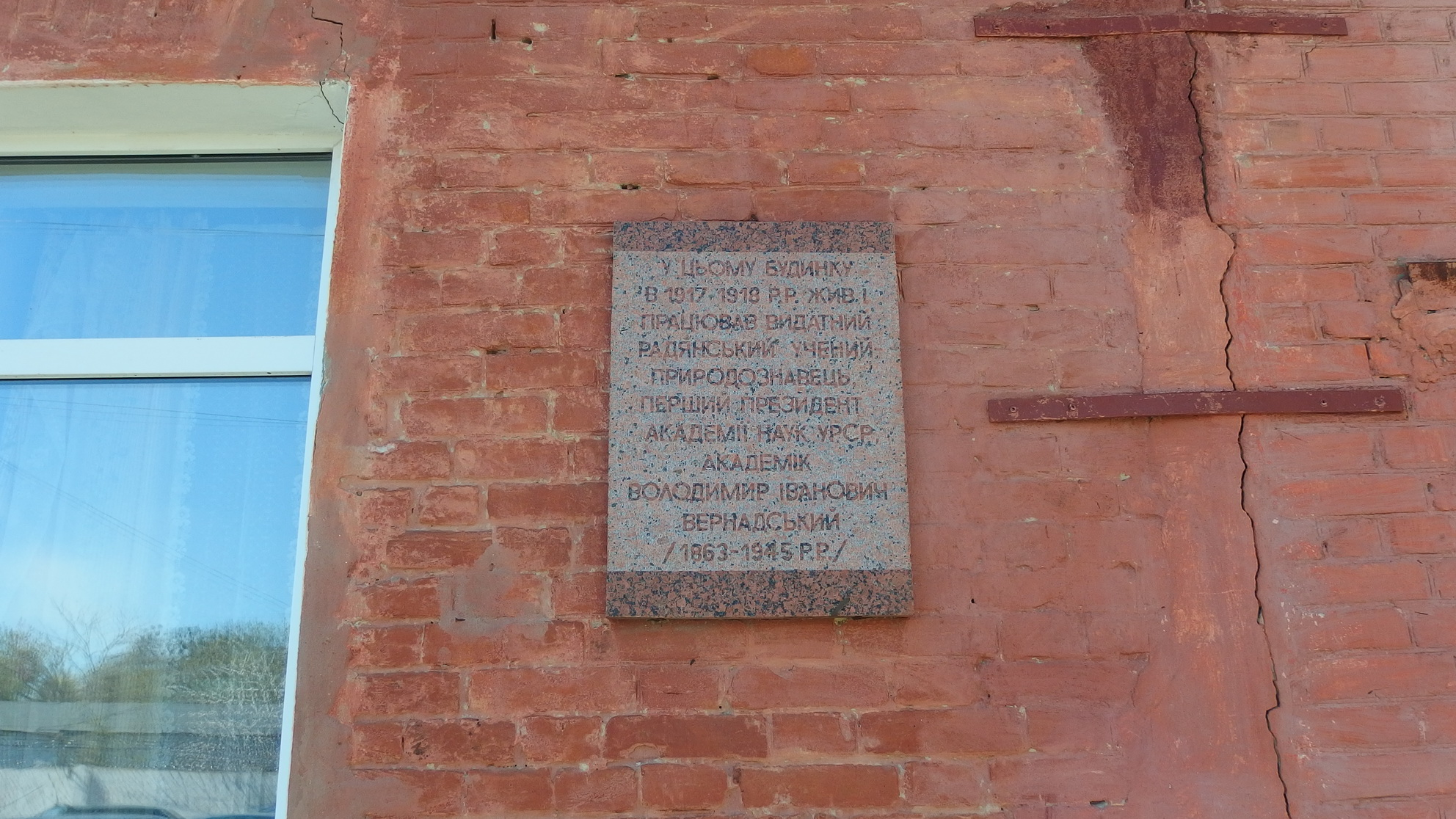
Полтава

- 1863 — родился в доме № 11 по Миллионной улице (Доходный дом Жеребцовой);
- 1860—1870-е — семья И. В. Вернадского живёт по адресу: Ивановская (с 1918 г. — Социалистическая) ул., 9[78];
- 1876—1881 — учился в 1-й Санкт-Петербургской классической гимназии на углу улиц Кабинетской и Ивановской;
- 1881—1897 — учился и работал в Императорском Санкт-Петербургском университете на Университетской набережной;
- 1911—1914 — дом М. Д. Корнилова, Васильевский остров, 14-я линия, 45[79];
- 1914—1934 — Дом академиков, 7-я линия Васильевского острова, 2/1, лит. А[80][81].

Москва:
- 1892—1911 — 20 лет проработал в Императорском Московском Университете на Моховой[82];
- 1897—1904 — Борисоглебский переулок, флигель дома № 11[83];
- 1910—1911 — улица М. Пироговская,1. Московские высшие женские курсы, где преподавал В. И. Вернадский;
- июнь 1912 года — Марфино, имение И. И. Петрункевича (Подмосковье);
- август, 1943 — 6 января 1945 — Дурновский переулок,16.

Киев:
- 27 ноября 1918 — ул. Ярославов Вал, 36. Здание, где состоялось первое заседание Украинской академии наук;
- 1918—1919 — ул. Тарасовская, 10. Здесь жил первый президент Украинской академии наук В. И. Вернадский;
- 1919—1920 — ул. Владимирская, 54, здание Президиума Академии наук Украины, в котором работал президент-председатель УАН В. И. Вернадский.

Полтавская губерния:
- 20 июня — 1 июля 1911 года — Полтава, Келлиновский проспект, дом Яновича (отдых с семьёй);
- Полтава, ул. Николая Дмитриева, 8 — по этому адресу расположен дом брата жены Вернадского, в котором он останавливался, посещая Полтаву, о чём свидетельствует мемориальная доска[84];
- до 1917 года — дача Вернадских в местечке Шишаки, Миргородский уезд;
- лето, 1916 — август, 1917 — дом в староукраинском стиле (проект В. Кричевского), расположенный на Бутовой горе, на берегу р. Псёл (25 вёрст от Больших Сорочинцев)[84].

Крым:
- лето, 1893 — родовое имение филолога Петра Кеппена в Карабахе (ныне — посёлок Бондаренково);
- август, 1912 — Кореиз, Гаспра, имение И. И. Петрункевича;
- зима, 1920 — «Горная щель», дача П. А. Бакунина (Ялта);
- май, 1920 — октябрь,1920 — флигель экспериментальной помологической станции (бывший Воронцовский дворец), парк Салгирка;
- ноябрь, 1920 — Симферополь, ул. Госпитальная, 18;
- 1920 — Симферополь, ул. Киевская, 46 — здание научной лаборатории, где В. И. Вернадский проводил лабораторные исследования;
- октябрь, 1920 — 13 февраля 1921 — Симферополь, ул. Пушкина, 18. В этом здании работал ректор Таврического университета В. И. Вернадский;
- 4—9 ноября, 1920 — здание по ул. Карла Либкхнехта, 2, где учёный выступил с пленарным докладом на VII съезде Таврической научной ассоциации;
- 1920—1921 — Симферополь, ул. Курчатова, 32. Дом, где проживал ректор Таврического университета В. И. Вернадский.

Казахстан:
- 1941—1943 — посёлок Боровое в Казахской ССР[85].

Франция:
- апрель, 1923 — Bourbon-Lancy, Villa du Rocher;
- октябрь, 1923 — 7, Rue Toullier, Paris V, дом А. В. Гольштейн, общественной деятельницы, бакунистки, переводчицы;
- сентябрь, 1924 — Bourg la Reine (Seine) 4 Rue du Chemin de fer;
- 23—26 февраля, 1926 — Монморанси, улица Липовых деревьев, дом Анри Бергсона, где В. И. Вернадский беседовал со знаменитым философом.

Миасс:
- 1911—1917 — улица Школьная, 14, здание школы, где размещалась база радиевой экспедиции Санкт-Петербургской Академии наук под руководством академика В. И. Вернадского.

## Память
Вернадоведение — наука изучающая биографию, историографию и научное наследие В. И. Вернадского.

### Воспоминания современников
«Мне вспоминается лишь его старческий облик: какая-то необычайная легкость в маленькой подвижной фигурке; эту воздушность подчеркивал ореол серебряно-белых кудрей, обрамлявших голову. Запомнился взгляд, которым он время от времени окидывал аудиторию, читая в академическом собрании очередной доклад. Он отрывался от страниц рукописи словно для того, чтобы пригласить присутствующих подивиться вместе с ним изумительному разнообразию, богатству и стройности явлений природы. Он до последних дней не потерял молодой способности удивляться и радоваться новому. Он любил повторять докучаевские слова: „В природе всё красота“». Олег Писаржевский

### Названы именем В. И. Вернадского

#### Минералы
- Вернадит — обнаружен в метаморфизованных осадочных марганцевых рудах на Южном Урале. Продукт окисления кальцийсодержащих родонитов. Порошковатая охристая масса тёмно-бурого или тёмно-коричневого цвета. Ассоциирует с браунитом, гематитом, халцедоном, кварцем, родонитом, спессартином, пьемонтитом, псиломеланом, пиролюзитом.
- Вернадскит — псевдоморфоза антлерита по долерофаниту. Наблюдается как продукт взаимодействия кислых фумаролл с долерофанитом на Везувии. Описан как агрегат бледно-зелёных кристаллов, ассоциирующих с долерофанитом, англезитом, конихальцитом[88].

#### Организмы
- Psammothidium vernadskyi, Bukhtiyarova, Stnislavskay, 2013 — вид водоросли.
- Oseillatorites wernadskii Schepovalova — водоросли, верхний протерозой европейской части СССР[89].

#### Топонимы
- Вернадского горы — горная подлёдная система в Восточной Антарктиде, в восточной части Земли Королевы Мод. Открыты в 1964 году советской антарктической экспедицией и названы в честь В. И. Вернадского[90].
- Копь Вернадского расположена в 2,5 км от г. Слюдянки, на правом склоне пади Улунтуй, на высоте 50—60 м. Памятник природы. (Сибирский федеральный округ, Иркутская область, Слюдянский район)[91].
- Карстовая полость Вернадского (№ 407—2) в Крыму на Бабуган-яйле, зал в пещере Мраморной на нижнем плато горного массива Чатыр-Даг, грязевая сопка[92].
- Горный хребет Вернадского — на севере острова Парамушир (Сахалинская область) назван в честь академика В. И. Вернадского[93].
В Индийском океане расположена вулканическая гора Вернадского (-1715 м; 4°50' с. ш., 62°10' в. д.)[94].

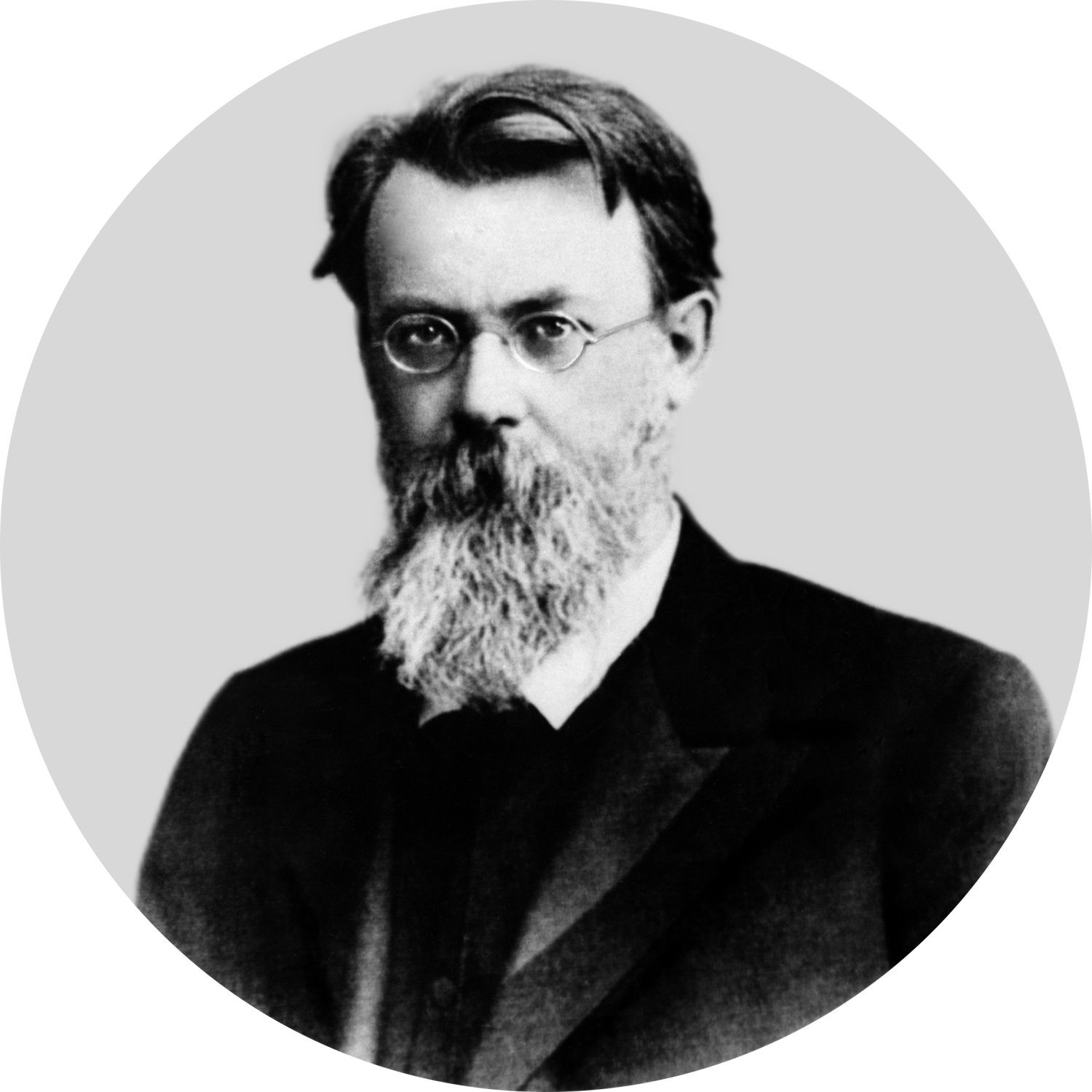
Портрет для Большого театра на 125-летие В. И. Вернадского

- Гора Вернадского — в хребте Сунтар-Хаята в Якутии
- Вулкан Вернадского — на курильском острове Парамушир (1946)
- Полуостров Вернадского — в Море Космонавтов Земли Эндбери в Антарктиде (1957)[95]
- Вернадский (лунный кратер) на обратной стороне Луны (назван в 1970 году)
- 2809 Vernadskij — малая планета № 2809, открытая 31 августа 1978 года Н. С. Черных в Крымской астрофизической обсерватории[96]

#### Учреждения и организации
- Крымский федеральный университет имени В. И. Вернадского в Симферополе
- Институт геохимии и аналитической химии имени В. И. Вернадского РАН
- Государственный геологический музей имени В. И. Вернадского РАН
- Институт общей и неорганической химии имени В. И. Вернадского Национальной академии наук Украины[97]
- Академик Вернадский (антарктическая станция), Украина
- Национальная библиотека Украины имени В. И. Вернадского в Киеве
- Всесоюзный народный университет биосферных знаний имени В. И. Вернадского[98].
- Неправительственный экологический Фонда имени В. И. Вернадского[99].
- Волгоградский политехнический колледж имени В. И. Вернадского[100]

#### Другие названия
- Улица и Проспекты Вернадского в разных городах
- Бульвар Академика Вернадского в Киеве
- Станции: Проспект Вернадского (станция метро, Сокольническая линия), Проспект Вернадского (станция метро, Большая кольцевая линия)
- Академик Вернадский (судно) (1968—2010) Научно-исследовательское судно[101][102].

#### Награды и премии
- Золотая медаль имени В. И. Вернадского НАН Украины — c 9 июля 2003 года, за выдающиеся достижения в области естественных, технических и социогуманитарных наук[103].
- Премия имени В. И. Вернадского (1945, постановление СНК СССР, в АН СССР — докторантская (1300 руб. в месяц) и аспирантская (800 руб. в месяц), в МГУ — две аспирантские (по 800 руб. ежемесячно).
- Золотая медаль имени В. И. Вернадского — c 1965 года в АН СССР, с 1993 года в РАН, за выдающиеся научные работы в области наук о Земле, присуждается раз в три года[104].
- Звезда Вернадского — c 1998 года Международным межакадемическим союзом (I, II и III степени).
- Медаль В. И. Вернадского — с 2005 года Международным союзом радиоэкологии, вручается раз в 4 года за выдающийся вклад в радиоэкологию[105].

#### Памятники и памятные доски

Памятная доска на здании Радиевого института

Метро Проспект Вернадского

- 1949 — на фасаде Дома академиков, где жил В. И. Вернадский (совр. адрес: Санкт-Петербург, 7-я линия Васильевского острова, 2/1, лит. А), установлена мемориальная доска в память об учёном[106][80].
- 1981 — Памятник Вернадскому в Академгородке (Киев)
- 1988 — на Главном здании Ленинградского университета открыта мемориальная доска в честь академика В. И. Вернадского, а его портрет находится в Мемориальной галерее выдающихся деятелей науки и культуры, выпускников Санкт-Петербургского университета в здании Двенадцати коллегий[107].
- 1990 — на здании Государственного Радиевого института им. В. Г. Хлопина по Каменноостровскому проспекту, 23 (г. Ленинград) установлена мемориальная доска: «Здесь работал в 1922—1938 гг. великий учёный, мыслитель, естествоиспытатель, основатель Радиевого института, академик Владимир Иванович Вернадский»[108].
- 2003 — в Полтаве существуют два памятника учёному: на территории Полтавской государственной аграрной академии (открыт 12 ноября 2003 года) и Полтавского национального технического университета (открыт в мае 2013 года).
- 2005 — в сквере им. Олега Бабаева (Кременчуг, Полтавская область, Украина) установлен бюст В. И. Вернадскому. Статус: достопримечательность монументального искусства местного значения[109].
- 2013 году в Городском саду им. А. С. Пушкина в городе Челябинске была открыта Аллея в честь В. И. Вернадского и установлен мемориальный камень[110].
- 23 апреля 2013 года у главного корпуса Таврического национального университета в Симферополе открыт памятник его ректору Владимиру Вернадскому[111].
- 18 ноября 2014 года в Тамбове был открыт памятник В. И. Вернадскому[112].
- 1 июня 2018 года Неправительственный экологический фонд имени В. И. Вернадского торжественно открыл бюст В. И. Вернадского на Аллее Российской Славы во Всероссийском детском центре «Смена»[113].

### В кинематографе

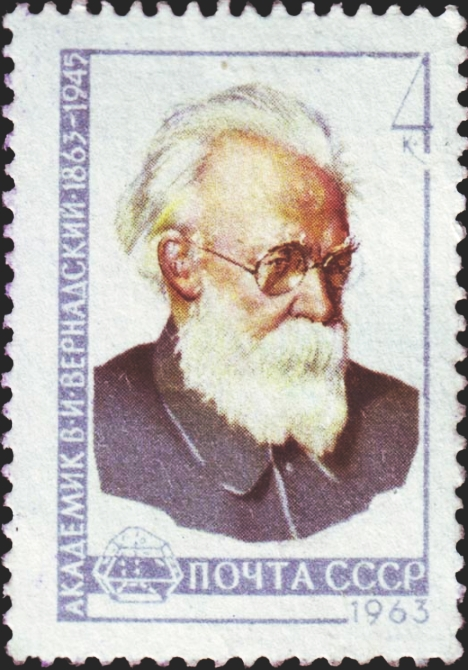
Почтовая марка СССР, 1963

О жизни и творчестве великого учёного создан ряд документальных и научно-популярных фильмов:
- Жизнь — явление космическое (СССР, 1988), режиссёр: Леонид Волков;
- Закон Вернадского (СССР, 1983), режиссёр: Роллан Сергиенко;
- Владимир Вернадский, из цикла «Острова» (Россия, 2005), режиссёр: Виталий Трояновский;
- Тайны забытых побед. Озарение Вернадского (Россия, 2007), режиссёр: Олег Рябохлыст;
- Пророк. Эпизоды жизни академика В. И. Вернадского (Россия, 2008), режиссёр: Алексей Колесников[114][115];
- «Владимир Вернадский. Атомная бомба для русского царя» (Россия, 2013), режиссёр: Ольга Дроздова[116];
- «Новый Век Вернадского» (Россия, 2015), режиссёры: Юлия Колесник, Алексей Шутов[117].

В СССР сняты два художественные фильма:
- 1974 — «Выбор цели», сценариста и режиссёра Игоря Таланкина, в котором роль академика Вернадского сыграл киноактёр Сергей Курилов;
- 1986 — «Набат на рассвете», сценарист и режиссёр: Аркадий Кордон. В главной роли — актёр Московского театра им. Моссовета Георгий Тараторкин.

### В филателии, бонистике и нумизматике

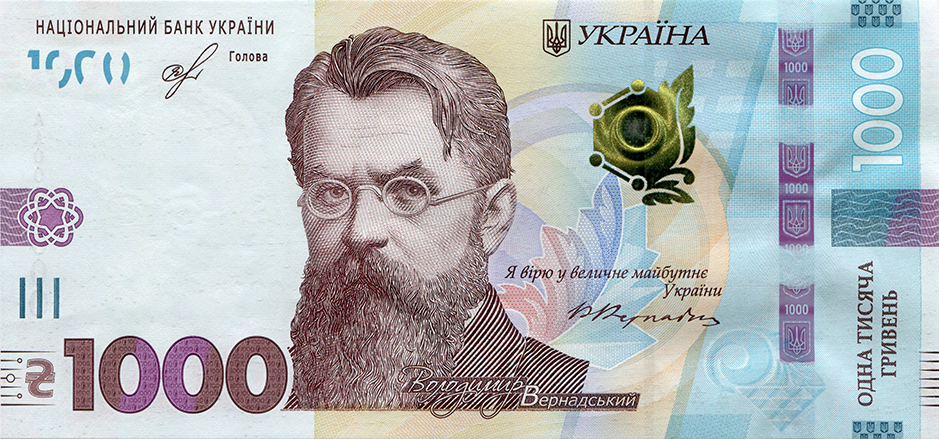
Украинская банкнота, 2019

В феврале—октябре 1963 года к 100-летию со дня рождения выпущена почтовая марка «Академик В. И. Вернадский (1863—1945)» в серии: «Учёные нашей Родины»; в 1971 году — конверт с маркой «Международный геологический конгресс»; в 2003 году к 140-летию В. И. Вернадского почтой России введён в обращение конверт с маркой, погашенной спецгашением № 33 ш-2003, Тамбов; в 2013 году — конверт с маркой «150 лет со дня рождения В. И. Вернадского (1863—1945), учёного, естествоиспытателя». 28 февраля 2013 года Укрпочтой введена в обращение почтовая марка № 1272 «Володимир Вернадський. 1863—1945», а 2 августа 2018 года — художественный конверт «Национальная библиотека Украины им. В. Вернадского.100 лет».
25 февраля 1993 года Банк России выпустил в обращение юбилейную монету номиналом в 1 рубль, посвящённую 130-летию со дня рождения В. И. Вернадского «Вернадский В. И., 130 лет со дня рождения».
Национальный банк Украины 26 марта 2003 года выпустил в обращение памятную монету «Володимир Вернадський» в серии: «Видатні особистості України», номинал — 2 гривны.
1 февраля 2013 года Банк России выпустил в обращение памятную серебряную монету номиналом в 2 рубля, посвящённую 150-летию со дня рождения естествоиспытателя В. И. Вернадского серии «Выдающиеся личности России».
25 февраля 2013 года Национальный банк Украины ввёл в обращение памятную монету из серии «Выдающиеся личности Украины», посвящённую 150-летию со дня рождения В. И. Вернадского.
25 октября 2019 года Национальный банк Украины ввёл в оборот купюру номиналом 1000 гривен с изображением портрета В. И. Вернадского с его цитатой: Я верю в великое будущее Украины.
|                                  |                                    |                                  |                                  |                                                  |                                      |
| Памятная монета России, 1993 год | Памятная монета Украины, 2003 год, | Памятная монета России, 2013 год | Золотая медаль АН СССР, 1963 год | Орден «Звезда Вернадского» III степени, 1998 год | Золотая медаль НАН Украины, 2003 год |